# Ptychomitrium helenicum
Ptychomitrium helenicum là một loài rêu trong họ Ptychomitriaceae. Loài này được (Mitt.) Paris mô tả khoa học đầu tiên năm 1898.